# Habib Chawki Hamraoui
Habib Chawki Hamraoui, né le 1er août 1962 à Hydra (Alger), est un journaliste et homme politique algérien. Ministre de la Culture (1992-1994) puis de la Communication (1997-1998), il dirigea l'ENTV (1998-2008) avant de devenir ambassadeur en Roumanie (2009-2014).

## Parcours

### Jeunesse et formation
Issu d'une famille originaire de Tlemcen, il est l'aîné de sept enfants. Diplômé en Relations internationales de l'Institut des sciences politiques et des relations internationales d'Alger en 1985, il débute comme animateur à la radio Chaîne 3 en 1986.

### Carrière médiatique
En 1988, il crée l'émission politique « HHC » (sigle de son nom) sur l'ENTV, pionnière dans le débat télévisé en Algérie. Son style direct lui vaut une notoriété nationale.

## Engagement politique

### Ministère de la Culture (1992-1994)
Nommé à 30 ans sous la présidence d'Ali Kafi, il :
- Lance la restauration du Bastion 23 et du Musée national des beaux-arts d'Alger.
- S'oppose aux conservatismes en autorisant des festivals de rai malgré les pressions islamistes[2].

### Ministère de la Communication (1997-1998)
Sous le gouvernement Ouyahia, il modernise le secteur :
- Introduction de la TNT.
- Création de l'Agence algérienne pour le rayonnement culturel.

### Dirigeant de l'ENTV (1998-2008)
Il transforme la grille des programmes :
- Lancement de séries algériennes comme El Khediya (2003).
- Création du journal en tamazight (2006).

Sa gestion suscite des polémiques, notamment après la diffusion de l'émission Nass Mlah City (2005), critiquée pour son humour « subversif ».

## Diplomatie et controverses

### Ambassadeur en Roumanie (2009-2014)
Il négocie des accords énergétiques avec OMV Petrom et relance la coopération universitaire.

### Soutien à Bouteflika (2019)
Lors du Mouvement du Hirak, il appelle à « préserver l'œuvre de Bouteflika », déclenchant des critiques sur les réseaux sociaux.

## Vie privée
Marié à une ancienne directrice de la CAAT, père de trois enfants, il est le frère du journaliste sportif Nordine Hamraoui.

## Distinctions
- Ordre du Mérite national (2003) pour sa réforme des médias.
- Médaille d'or de l'ASBU (2008) pour son rôle dans la coopération arabe[6].